# Agylla barbicosta
Agylla barbicosta là một loài bướm đêm thuộc phân họ Arctiinae, họ Erebidae.